# Raimund Zoder

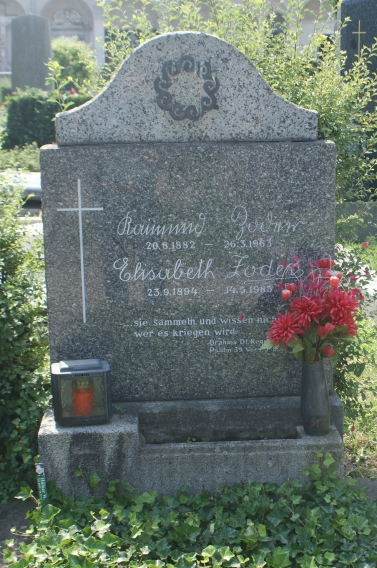
Grabstätte von Raimund Zoder

Raimund Zoder (* 20. August 1882 in Wien; † 26. März 1963 ebenda) war ein österreichischer Volkskundeforscher und Volksbildner.

## Leben
Raimund Zoder war von 1901 bis 1931 im Schuldienst, zuletzt als Oberlehrer, tätig. Daneben beschäftigte er sich seit 1900 mit dem Sammeln und der Pflege des Volkslieds, des Volkstanzes und der Volksmusik der Alpenländer. Im Jahr 1902 veröffentlichte er seine erste Arbeit in der Zeitschrift Das neue Volkslied, die er später selbst leitete. Zoder gründete das Niederösterreichische Volksliedarchiv. Darin sammelte er zahlreiche zuvor nicht aufgezeichnete Stücke. Neben Text, Melodie und historisch-kritischer Sortierung beschäftigte er sich auch mit der schriftlichen Fixierung ihrer Choreographie. Außerdem war er praktisch als Volksbildner tätig, war Vorsitzender des Arbeitsausschusses für das Volkslied in Wien und Niederösterreich und hielt ab 1920 in Wien und in den Bundesländern Vorträge und Kurse. Im Jahr 1934 erhielt er den Berufstitel Professor. Im Jahr 1945 wurde er zum Lehrer in der Schulmusikabteilung der Staatsakademie für Musik und darstellende Kunst bestellt.
Zoder wurde am Döblinger Friedhof (Gr. 3, R. 4. Nr. 10) in Wien begraben.
Im 19. Wiener Gemeindebezirk Döbling liegt der in den 1980er-Jahren angelegte Raimund-Zoder-Park.

## Schriften (Auswahl)
- als Hrsg. mit Rudolf Preiß: Bauernmusi. Österreichische Volksmusik. 2 Bände. 1919–1925; 2. Auflage 1924–1928.
- Altösterreichische Volkstänze. Für zwei Geigen und Gitarre. 2 Teile. Wien 1924–1927.
- Der Warschauer. In: Volkskundliche Gaben. John Meier zum siebzigsten Geburtstage dargebracht. De Gruyter, Berlin 1934, S. 300–306.
- Deutsches Volkstum in Volksschauspiel und Volkstanz. De Gruyter, Berlin 1938.
- Volkslied, Volkstanz und Volksbrauch in Österreich. Doblinger, Wien 1950.